# Лудвиг фон Шьонбург
Готлоб Карл Лудвиг Кристиан Ернст фон Шьонбург (на немски: Gottlob Karl Ludwig Christian Ernst Graf und Herr von Schönburg in Hinterglauchau; * 27 август 1762, Глаухау; † 1 май 1842, Глаухау) е граф на Шьонбург и собственик, господар на Хинтерглаухау в Кралство Саксония и баварски генерал-майор.

## Биография
Той е третият син на граф Албрехт/Алберт Кристиан Ернст фон Шьонбург-Хинтерглаухау (1720 – 1799) и втората му съпруга графиня Магдалена Франциска Елизабет фон Шьонбург-Фордерглаухау (1727 – 1772), дъщеря на граф Франц Хайнрих фон Шьонбург-Валденбург (1682 – 1746) и Йохана София Елизабет фон Шьонбург-Хартенщайн (1699 – 1739), дъщеря на граф Георг Алберт фон Шьонбург-Хартенщайн (1673 – 1716) и графиня София Сабина фон Вид (1677 – 1710).
Лудвиг фон Шьонбург има тежко детство. През 1777 г. баща му бяга във Виена, заради опасността да бъде арестуван от войската на Курфюрство Саксония и той с братята и сестрите му остават сами в Глаухау.
От 1780 г. Лудвиг служи във войската на Курфюрство Саксония и се мести в баварската войска, където става генерал-майор.
През 1797 г. Лудвиг купува от брат си Франц Готлоб Алберт фон Шьонбург (1761 – 1841) финансово задълженото Господство Хинтерглаухау. Със зестрата на съпругата му Фердинанда Хенриета, родена графиня Фердинанда Хенриета фон Хохберг-Ронщок (1767 – 1836), той заличава задълженията на господството. С измирането на линията Шьонбург-Роксбург през 1825 г. граф Лудвиг фон Шьонбург наследява също половината от господството Роксбург. На 9 октомври 1835 г. дълбоко религиозният Лудвиг трябва да отстъпи множество права на фамилията Шьонбург на Кралство Саксония. На 75 години Лудвиг продава някои от своите собствености на синът си Хайнрих Готлоб Ото Ернст фон Шьонбург (1794 – 1881).
Още на 18 години Лудвиг издава през 1780 г. малката книжката за молитви с титлата „Eines jungen Herrn vom Stande wöchentliche Unterhaltungen mit Gott in den Morgen-und Abendstunden“. През 1802 г. той пише „Beiträge zur Erweckung und Aufmunterung zum christlichen Glauben und Heiligung“.
Лудвиг фон Шьонбург умира на 79 години на 1 май 1842 г. Клоновете Шьонбург-Валденбург, Шьонбург-Хартенщайн съществуват до днес като Шьонбург-Глаухау.

## Фамилия
Лудвиг фон Шьонбург се жени на 31 юли 1789 г. за графиня Фердинанда Хенриета фон Хохберг-Ронщок, фрайин фон Фюрстенщайн (* 24 февруари 1767; † 26 декември 1836), дъщеря на граф Ханс Хайнрих V фон Хохберг, фрайхер фон Фюрстенщайн (1741 – 1782) и графиня Кристина Хенриета Луиза фон Щолберг-Щолберг (1738 – 1776). Те имат 11 деца:
- Шарлота Хенриета Фердинанда (* 5 юни 1790; † 11 януари 1791)
- Луиза Емилия Хенриета (* 9 септември 1791; † 27 август 1847), неомъжена
- Фердинанд Хайнрих юрхтегот Ернст (* 28 февруари 1793; † 4 декември 1793)
- Хайнрих Готлоб Ото Ернст (* 14 септември 1794, дворец Кволсдорф при Хенихен; † 12 март 1881, Глаухау), Шьонбург-Глаухау, женен на 17 май 1820 г. за принцеса Мария Клементина фон Шьонбург (* 9 март 1789; † 1 октомври 1863), дъщеря на княз Ото Карл Фридрих фон Шьонбург-Валденбург (1758 – 1800) и графиня Хенриета Елеонора Елизабета Ройс-Кьостриц (1755 – 1829); има 4 деца
- Херман Албрехт Хайнрих Ернст (* 7 февруари 1796; † 14 май 1841), граф и господар на Шьонбург-Глаухау, женен на 23 февруари 1830 г. за фрайин София фон Вреде (* 23 ноември 1811; † 16 юни 1876), дъщеря на фрайхер Георг фон Вреде (1765 – 1843) и Юлия Царка де Лукафалва (1781 – 1847); има две дъщери
- Емилия Хенриета Албертина (* 12 юли 1797; † 8 февруари 1798)
- Ото Хайрих Лудвиг (* 14 декември 1798; † 7 септември 1804), граф и господар на Шьонбург-Глаухау
- Ернст Фердинанд Лудвиг Хайнрих (* 21 май 1800; † 23 юли 1868)
- Фердинанд Густав Ернст (* 9 май 1802; † 11 август 1827)
- Готхелф Георг Хайнрич Ернст (* 19 август 1803; † 24 април 1833)
- Шарлота Емилия Хенриета (* 5 юли 1808; † 9 април 1881), неомъжена

## Произведения
- Eines jungen Herrn vom Stande wöchentliche Unterhaltungen mit Gott in den Morgen-und Abendstunden, 1780
- Beiträge zur Erweckung und Aufmunterung zum christlichen Glauben und Heiligung, 1802.